# Brakelbos
Het Brakelbos is een natuurgebied in de Vlaamse Ardennen in Zuid-Oost-Vlaanderen (België). Het bosgebied van 52 ha ligt op het grondgebied van de gemeente Brakel (deelgemeente Opbrakel). Het natuurgebied ligt pal op de taalgrens op een flank van de Rhodesberg (Modderode) en sluit naadloos aan op het Pottelbergbos (Bois du Pottelberg) op de Pottelberg in D'Hoppe, een gehucht van Vloesberg, in het Waalse Pays des Collines.
Het domeinbos wordt beheerd door de Vlaamse overheidsdienst Agentschap voor Natuur en Bos. Het bos is erkend als Europees Natura 2000-gebied (Bossen van de Vlaamse Ardennen en andere Zuid-Vlaamse bossen) en maakt deel uit van het Vlaams Ecologisch Netwerk.
Het Brakelbos behoorde toe aan de heren van Opbrakel. Van de zestiende tot de achttiende eeuw was het in handen van verschillende Gentse adellijke families, waaronder D'Hane de Steenhuyse, Vander Meersche, Walckiers en Faligan. Na erfenissen en verkopen werd de Commissie voor Openbare Onderstand (later het OCMW) van Oudenaarde eigenaar in 1951. Sinds 1976 is het bos opengesteld voor het publiek.

## Landschap
Het Brakelbos is een beukenbos dat ligt op de flank van de getuigenheuvel Rhodesberg (Mont de Rhode (Modderode)). Het is een hellingbos in het reliëfrijke landschap van de Vlaamse Ardennen.

## Fauna
Talrijke bronnen in het bos, waaronder het 'Rietfonteintje', voeden de visrijke Sassegembeek, die zich in steile ravijntjes en via een aantrekkelijke beekvallei, het natuurreservaat Bovenlopen Zwalm, een weg naar de Zwalm baant. In de Sassegembeek vindt men beekprik en rivierdonderpad. Eerder was deze beek de enige vindplaats van beekforel in de Vlaamse Ardennen. Het Brakelbos verschaft ook onderdak aan talrijke andere diersoorten, waaronder levendbarende hagedis, boompieper en hazelworm, glanskop, ree en vos.

## Flora
Het Brakelbos is vooral bekend om de voorjaarsbloeiers. In de lente zorgen boshyacint, bosanemoon, salomonszegel en wilde narcis voor een bontgekleurd lappendeken. Het bos herbergt ook struiken zoals blauwe bosbes en hulst.

## Natuurbeleving
Het Brakelbos is vrij toegankelijk op de wandelpaden die het natuurgebied doorkruisen. De Streek-GR Vlaamse Ardennen, de Wandelroute E2, de Wandelroute GR122, de Wandelroute GR5A en het wandelnetwerk Vlaamse Ardennen doorkruisen het bos.

## Afbeeldingen

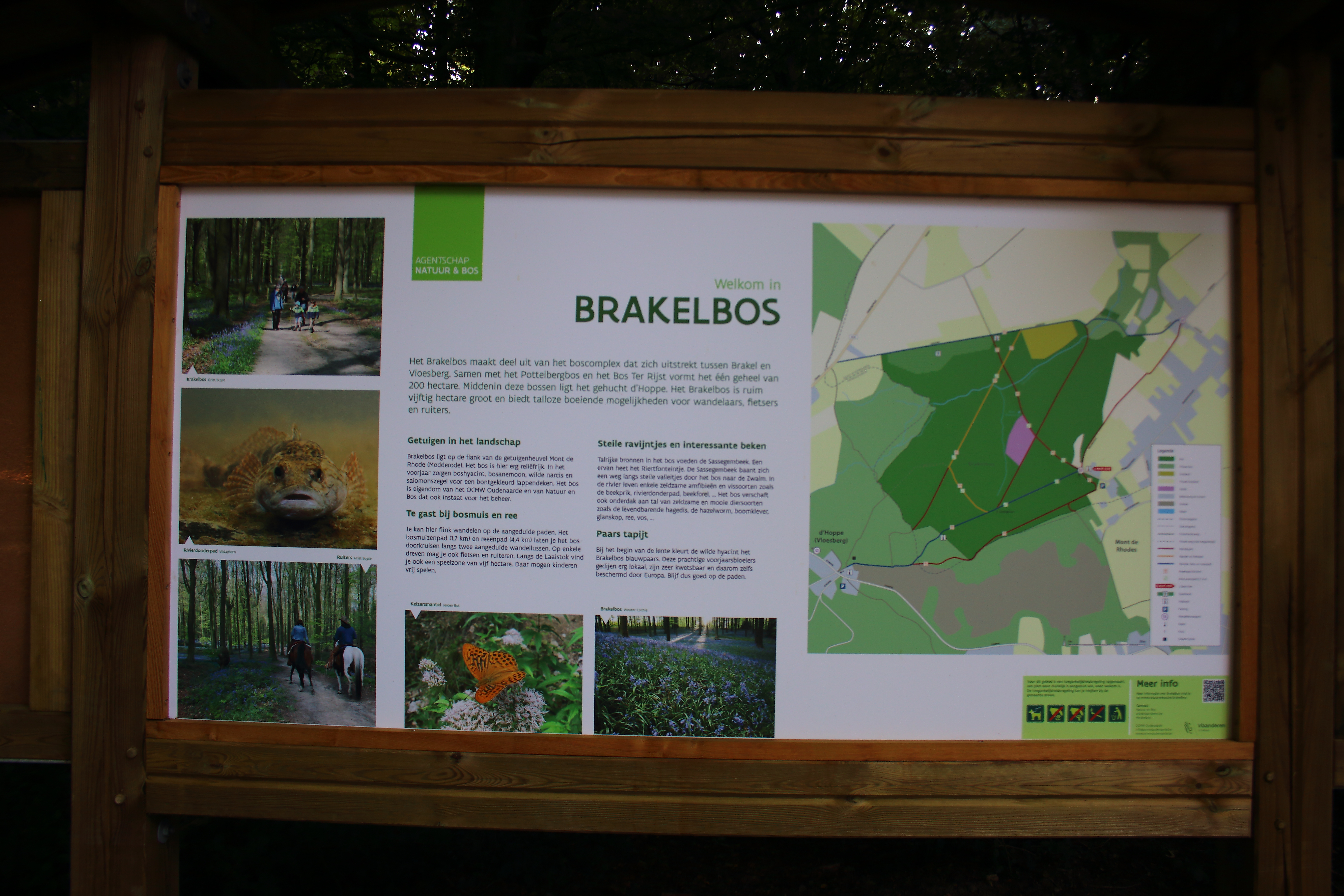
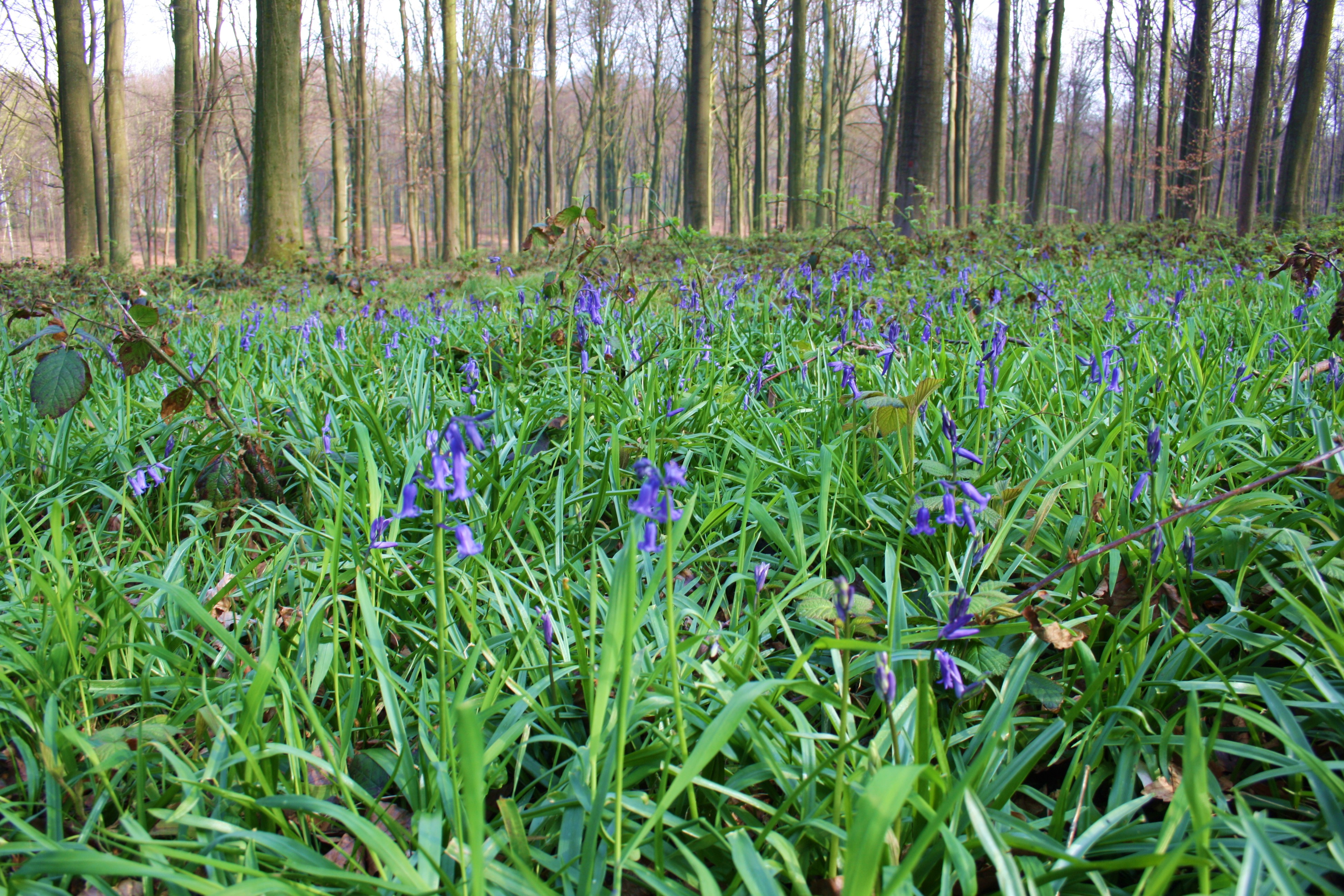
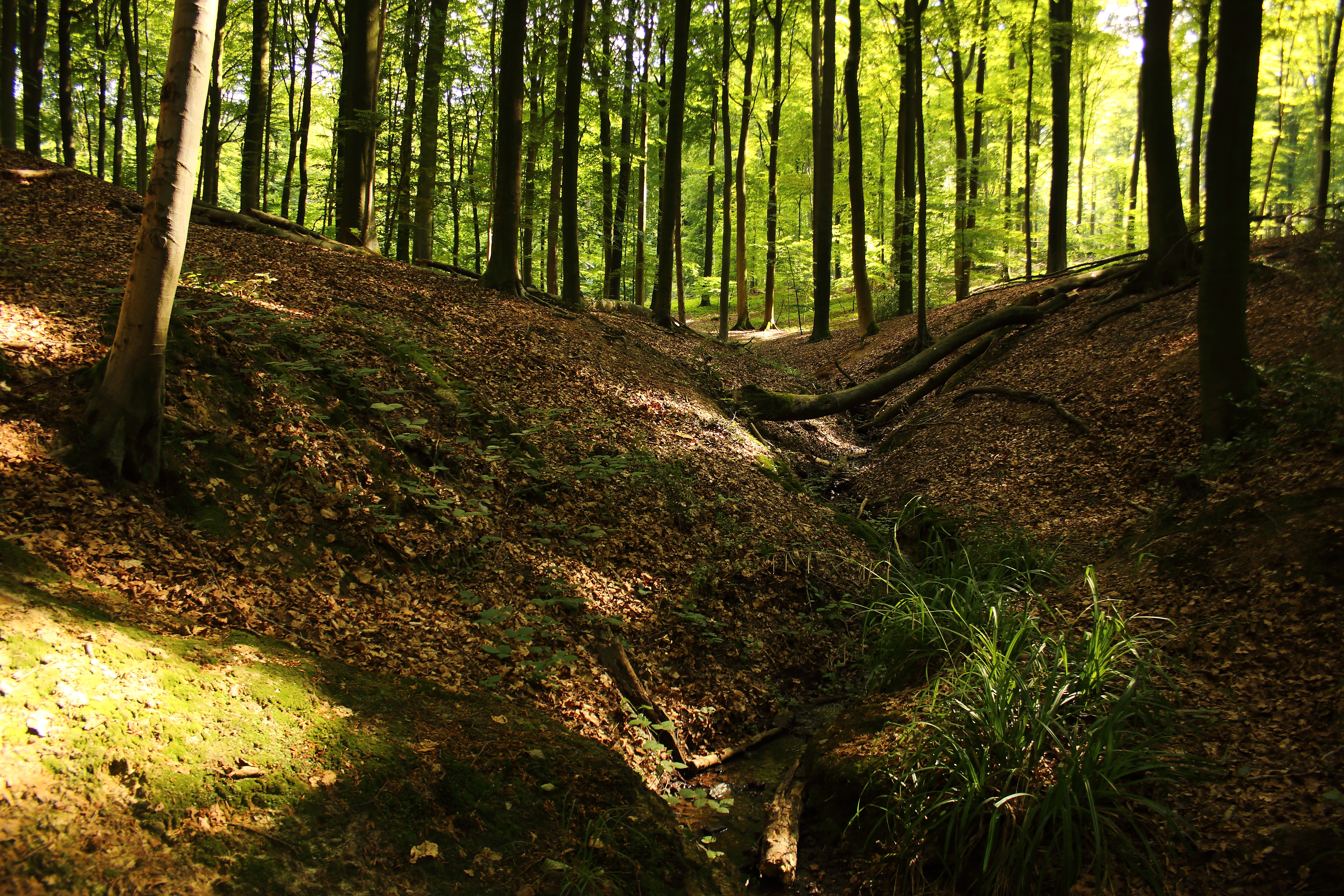
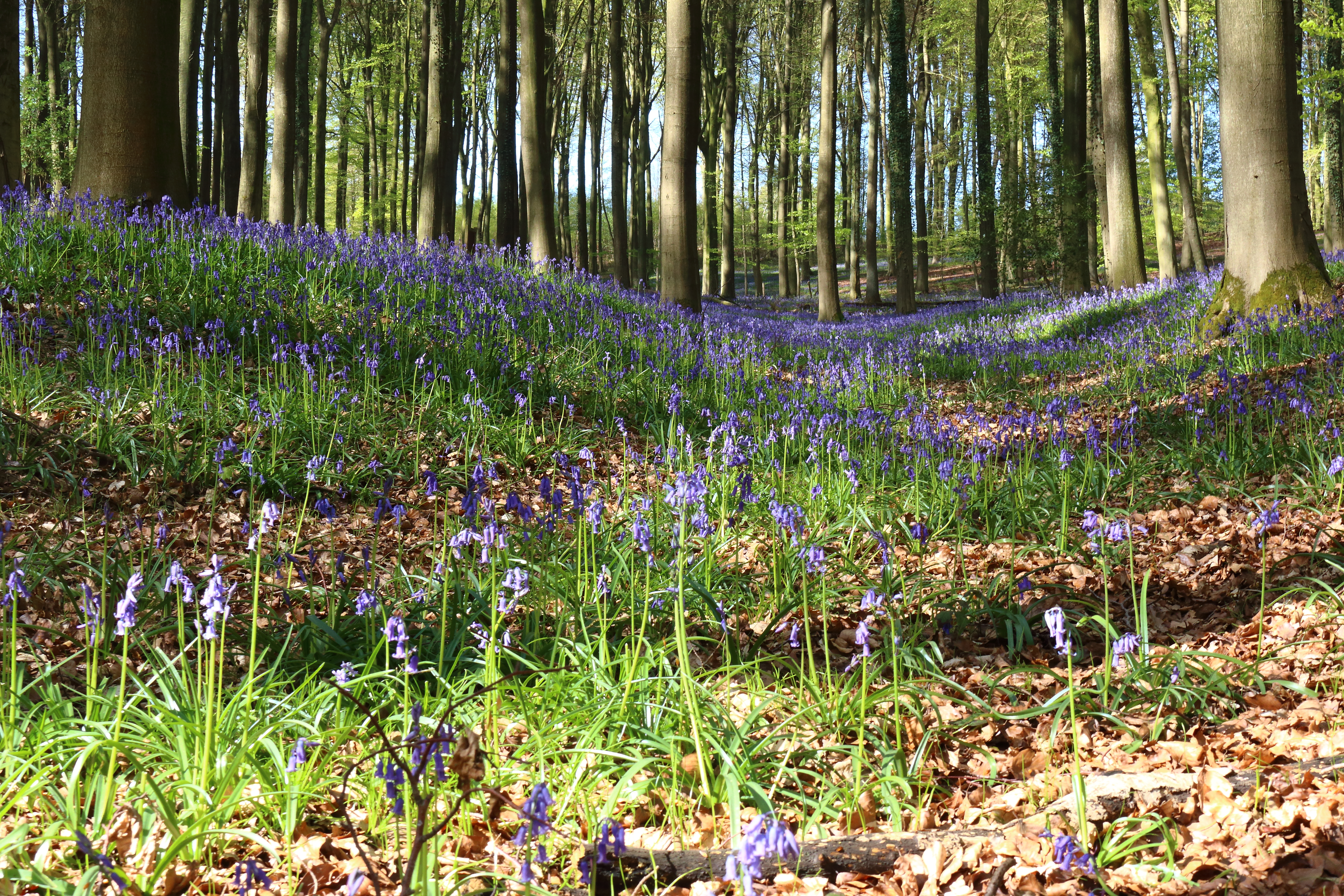
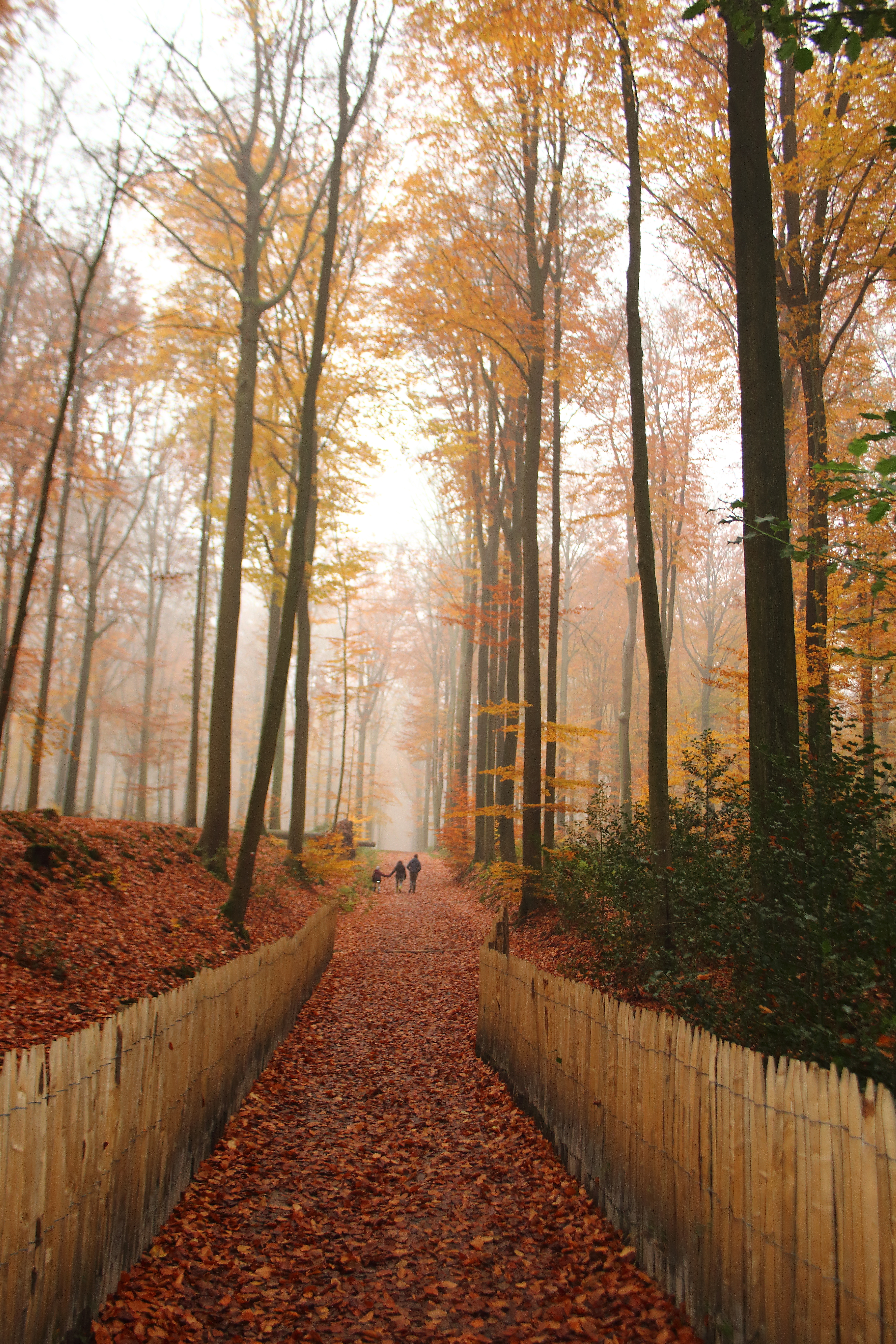
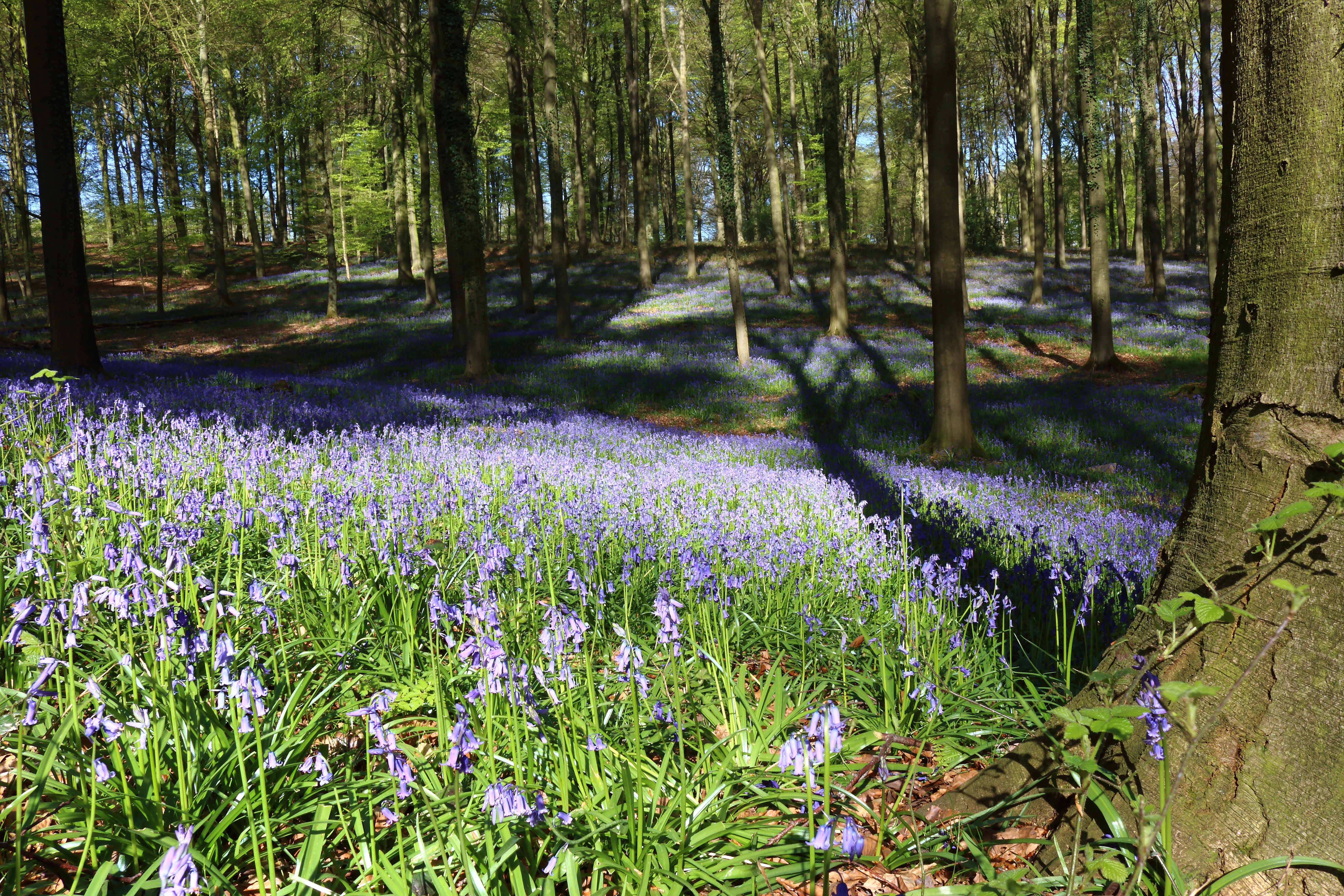
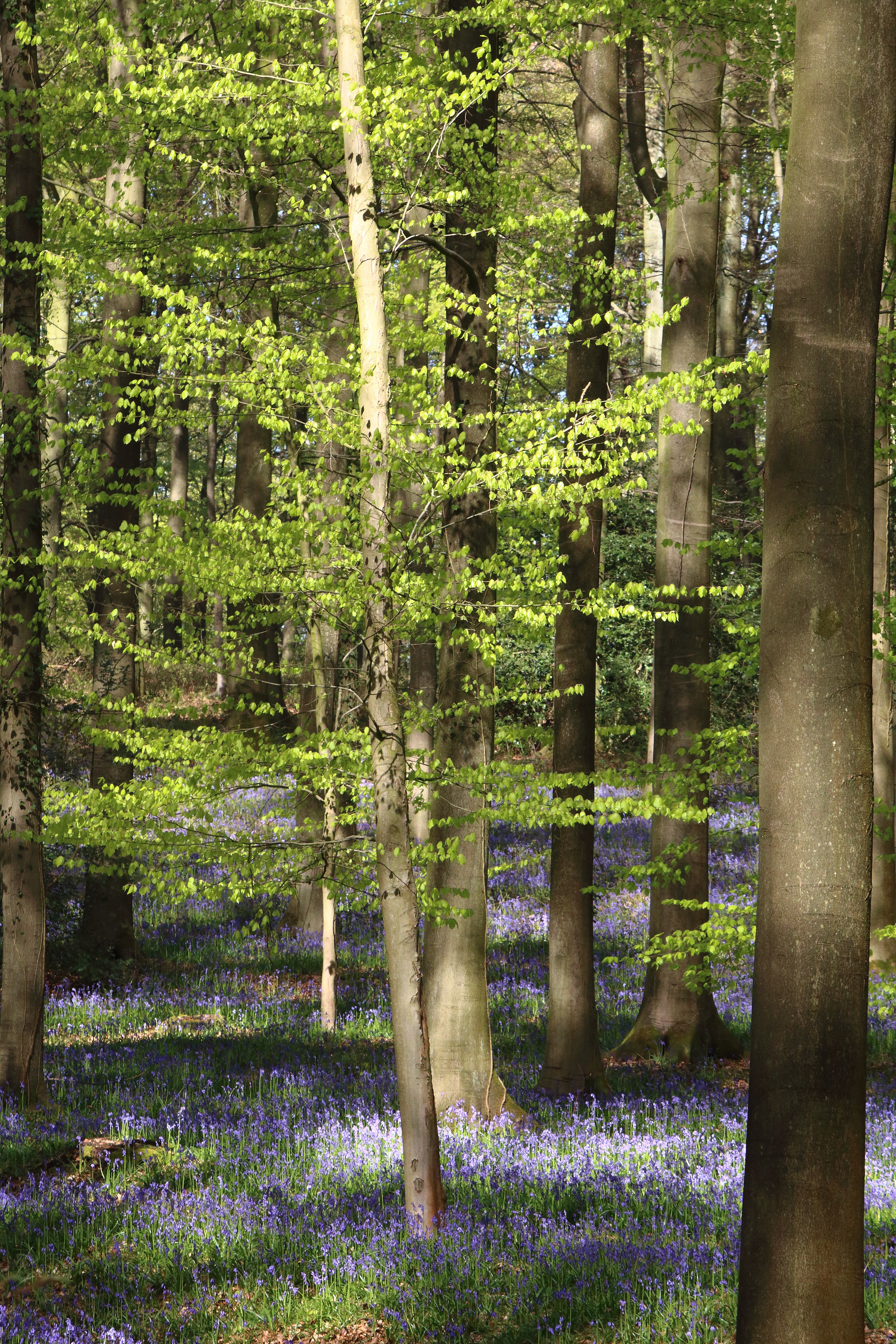
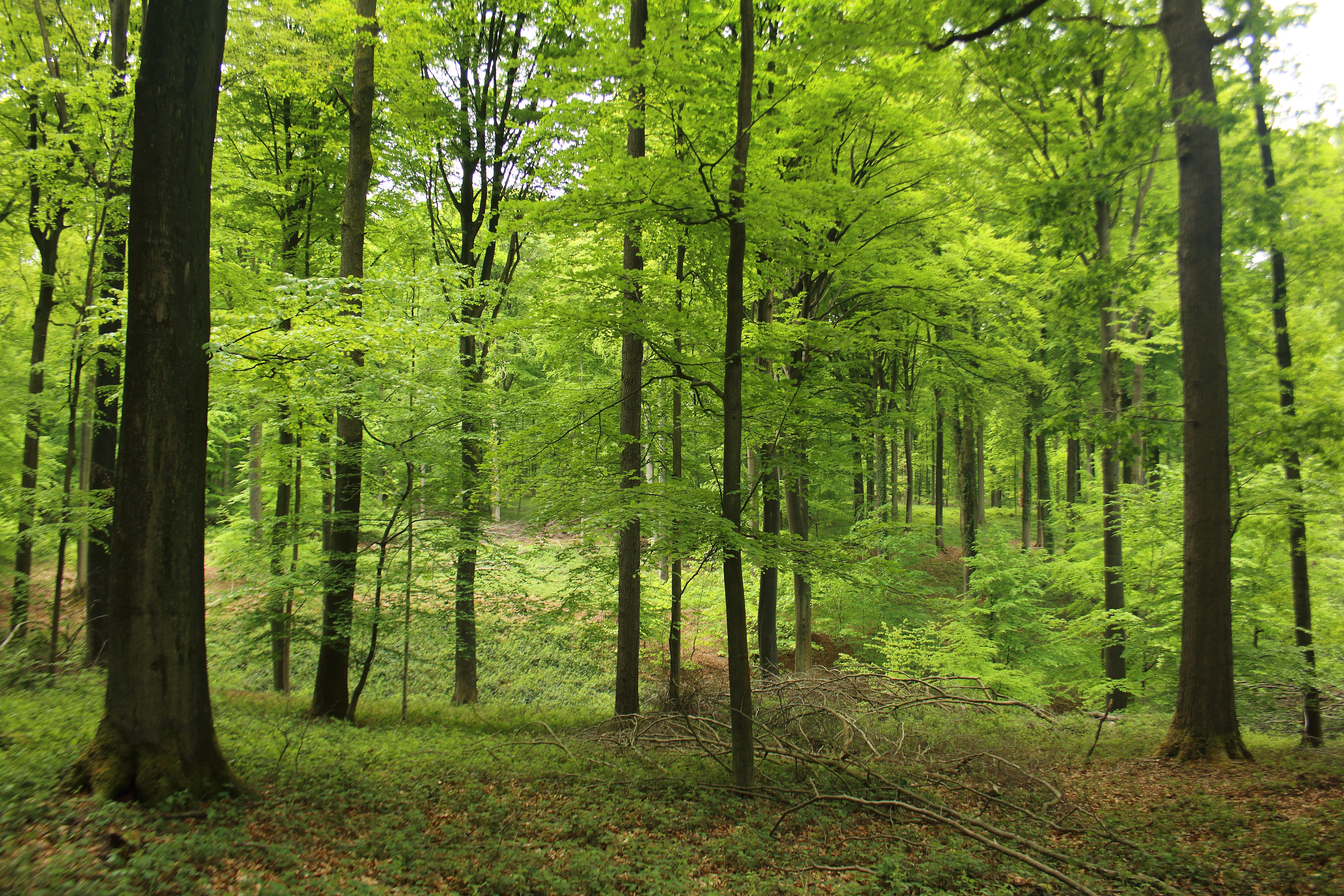
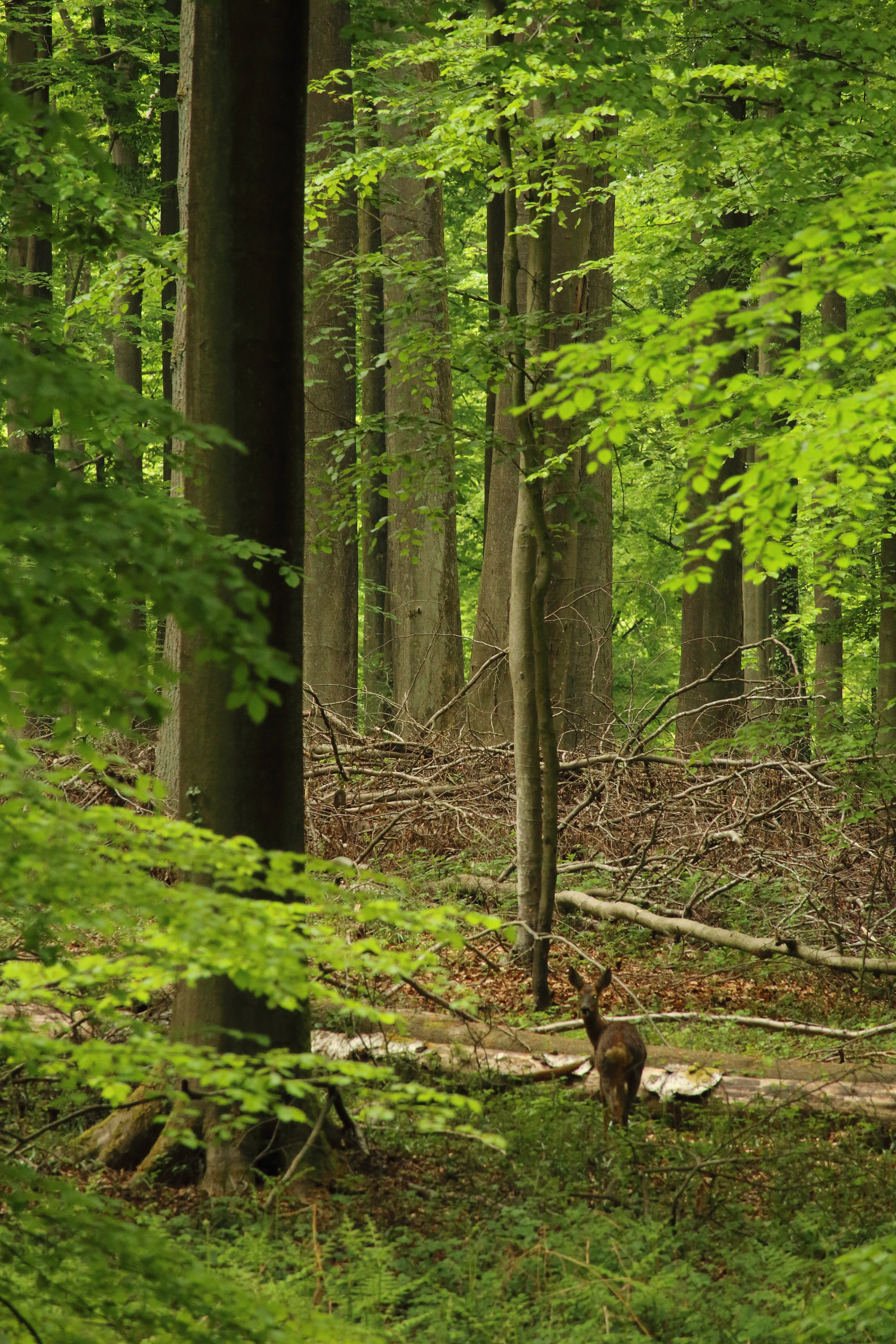
ree in het Brakelbos

### Wandelroutes

#### Wandelpaden bewegwijzerd in het bos
- Bosmuizenpad (1,7 km)
- Reeënpad (4,4 km)

#### Wandelpaden die het bos aandoen
- Wandelroute GR5A
- Wandelroute GR122
- Wandelroute E2
- Streek-GR Vlaamse Ardennen[1]
- Wandelnetwerk Getuigenheuvels Vlaamse Ardennen
- Tweebossenpad[2] (10 km, start in Opbrakel)
- Brakelbosroute[3] (10,9 km, start in Opbrakel)
- Taalgrenswandelroute T5[4] (7,5 km, start in La Caplette, bij D'Hoppe)
- Wandeling 1 uit Dagstappergids Oost-Vlaanderen 2[5] (21,2 km, start bij jeugdherberg De Fiertel[6])

### Mountainbike
- MTB Brakel[7] (rode lus van 25,8 km) passeert langs de rand van het bos

### Ruiterroute
- Ruiterroute van Flobecq (22 km, start in Flobecq of La Houppe)

## Kenmerkende plaatsen
- Ludvinakruis
- Rietfonteintje